# 黑亮腹蛛
黑亮腹蛛（学名：Singa hamata）为园蛛科亮腹蛛属的动物。分布于欧洲、土耳其、西伯利亚以及中国大陆的黑龙江、辽宁、吉林、内蒙古、宁夏、甘肃、青海、新疆、河北、北京、山西、陕西、山东、河南、安徽、江苏、浙江、湖南、湖北、广东、四川、贵州等地，主要生活于旱田。